# Карабейли
Карабейлі (азерб. Qarabəyli) — село у Лачинському районі Азербайджану. Село розташоване за 49 км на північний захід від районного центру, міста Лачина. Розташоване за 8 км на південний схід від Кюрдгаджи.
З 1992 по 2020 рік було під вірменською окупацією і називалось Карабак (вірм. Քարաբակ), входячи в Кашатазький район невизнаний Нагірно-Карабаська Республіка. 1 грудня 2020 в ході Другої карабаської війни села було звільнено Збройними силами Азербайджану.